# Ramazzottius thulini
Ramazzottius thulini är en djurart som tillhör fylumet trögkrypare, och som först beskrevs av Giovanni Pilato 1970.  Ramazzottius thulini ingår i släktet Ramazzottius och familjen Hypsibiidae. Inga underarter finns listade i Catalogue of Life.